# La Frontière (roman)
Pour les articles homonymes, voir La Frontière.
La Frontière (titre original : The Border) est un roman policier de Don Winslow publié en 2019 aux États-Unis puis traduit en français et publié en 2020. Ce roman est le dernier tome d'une trilogie, faisant suite à La Griffe du chien, publié en 2005, et à Cartel, publié en 2015.

## Résumé
Art Keller était directeur du District sud-ouest de la DEA, l'agence américaine de lutte contre la drogue, jusqu'en octobre 2012 où il a démissionné pour se faire engager dans une société de protection privée nommée Tidewater, dont le siège social était en Virginie. Il s'agissait en réalité d'une équipe de mercenaires, d'anciens SEAL et des agents du DEVGRU, constituée pour intervenir durant une réunion au Guatemala entre Adán Barrera, chef du cartel de Sinaloa et unificateur des cartels mexicains de la drogue, et les chefs des Zetas. Cette équipe, rassemblée par les soins d'un sénateur républicain, nommé Ben O’Brien, et financée par diverses compagnies pétrolières ayant eu des pipelines détruits au Mexique par les Zetas, avait pour but d'éliminer les leaders des Zetas. Au cours de cette intervention, Art Keller en a profité pour abattre Adán Barrera de deux balles dans le visage.
Un an après l'opération au Guatemala, le sénateur O’Brien contacte Art Keller pour lui proposer le poste de directeur de la DEA. Ce dernier accepte, croyant réellement pouvoir agir contre l'épidémie d'héroïne qui sévissait alors aux États-Unis. Mais l'exécution extrajudiciaire d'Adán Barrera a eu l'effet inverse de celui qui était escompté. Durant la brève suprématie de son cartel de Sinaloa, le Mexique a connu une période de paix et de sécurité relatives. En éliminant Barrera, Art Keller a libéré une pléthore de rivaux qui convoitaient le trône et qui ont, à leur tour, répandu le chaos parmi une population qui avait déjà beaucoup souffert. Et la drogue a continué d'affluer aux États-Unis. En tant qu'administrateur de la DEA, il a découvert qu'un nouveau réseau, organisé par Eddie Ruiz et Rafael Caro, déversait des quantités colossales d'héroïne coupée au fentanyl, une drogue mortelle, aux États-Unis via des intermédiaires installés à New York. Il a aussi appris que Caro avait ordonné les meurtres de quarante-neuf étudiants au Mexique, dont certains brûlés vifs, ainsi que l'assassinat, après torture, de la journaliste Ana Villanueva, qui enquêtait sur cette atrocité. Il a également découvert que la Terra Company, une entreprise dirigée par le haut conseiller à la Maison-Blanche Jason Lerner, avec l'aide d'un fonds spéculatif géré par le banquier Chandler Claiborne, avait obtenu un prêt de plusieurs centaines de millions de dollars consenti par une banque mexicaine, mais l'argent provenait en réalité d'un consortium de cartels de la drogue mexicains, parmi lesquels figurait l'organisation Caro-Ruiz, responsable de ce massacre. Des écoutes légales ont révélé que Jason Lerner avait organisé une escroquerie bancaire et violé en toute connaissance de cause les lois interdisant le blanchiment d'argent. Un autre enregistrement, légal lui aussi, d'une conversation entre Jason Lerner et Chandler Claiborne a prouvé que l'un et l'autre savaient que ce prêt était constitué d'argent de la drogue provenant, entre autres, de Rafael Caro. 
L'élection présidentielle américaine de novembre 2016 voit le succès du républicain John Dennison, beau-père de Jason Lerner. Des menaces plus ou moins directes sont alors adressées à Art Keller pour qu'il stoppe immédiatement son enquête. Ce dernier choisit alors de dévoiler toute l'affaire aux médias. Une sous-commission sénatoriale, présidée par Ben O’Brien, est alors réunie à la hâte pour enquêter sur l'affaire. Convoquée au Capitole par cette commission, Art Keller choisit de ne pas répondre aux questions qui devaient lui être posée et choisit de faire une déclaration, au cours de laquelle il raconte tout de sa lutte contre la drogue depuis 1975. À la sortie du Capitole, Art Keller se rend au Vietnam Veterans Memorial afin de rendre hommage à ses compagnons morts durant la guerre du Viêt Nam. Daniel Mercado, ancien militaire, sniper vétéran d'Irak, désormais à la solde de Rafael Caro, tente de tuer Art Keller alors qu'il se trouve devant le mur de granit noir sur lequel sont gravés les noms des Américains tués ou portés disparus pendant la guerre du Viêt Nam. Art Keller est blessé mais il parvient à tuer Daniel Mercado, après que celui-ci ait néanmoins fait cinq victimes et blessé quatorze autres personnes.
Un nouveau procureur spécial, nommé par le Congrès, a enquêté sur l'hypothèse selon laquelle Daniel Mercado aurait été engagé par le cartel de Sinaloa pour assassiner Art Keller, mais il n'a rien pu prouver. En revanche, il disposait de suffisamment d’éléments pour inculper Jason Lerner et Ben O’Brien. Les procès sont en cours. Tout comme les auditions en vue d’une éventuelle destitution du Président. L'acte de bravoure d'Art Keller a dissuadé les juges de toute inculpation à son égard.

## Éditions
- The Border, William Morrow and Company (en), 26 février 2019, 736 p.  (ISBN 978-0-06-266448-8)
- La Frontière, HarperCollins, coll. « Noir », 16 octobre 2019, trad. Jean Esch, 848 p.  (ISBN 979-10-339-0369-7)
- La Frontière, HarperCollins, coll. « Poche », 7 octobre 2020, trad. Jean Esch, 1 024 p.  (ISBN 979-10-339-0768-8)